# Росіо Ернандес
Росіо Маргарита Ернандес (англ. Rocio Margarita Hernandez; нар. 1985) — американська футболістка, півзахисниця.

## Життєпис
Виступала за російський клуб «Енергія» (Воронеж).
Наприкінці серпня 2008 року, напередодні старту в Кубку УЄФА, приєдналася до «Нафтохіміка». У Вищій лізі України зіграла 7 матчів, ще 5 матчів (1 гол) провела в кубку УЄФА. Про подальшу кар'єру Росіо дані відсутні.